# Luís Correia Teixeira de Bragança
Luís Correia Teixeira de Bragança  (Vila Real, 11 de abril de 1763  —  Porto Alegre, 1826) foi um político e magistrado luso-brasileiro.
Filho do bacharel Manuel Teixeira de Bragança e de Joana Eufrásia Joaquina Correia Alves, ambos naturais de Via Real, Portugal. Neto pela parte paterna de João Ferreira e de Catarina Teixeira e pela materna de Francisco Correia Alves e de Mariana Josefa Guedes.
Casou-se com Josefa Eulália de Azevedo, viúva do brigadeiro Rafael Pinto Bandeira. Josefa Eulália era filha de José de Azevedo e Souza e Bernardina do Espírito Santo. Luís Correia Teixeira de Bragança não teve descendência.
Foi o primeiro provedor da Santa Casa de Misericórdia de Porto Alegre, depois dela ter confirmada por Sua Alteza Real o Príncipe-regente Dom João de Bragança (futuro Rei Dom João VI) as prerrogativas comuns às outras Misericórdias. Conseguiu concluir as primeiras enfermarias, a cozinha e a capela, e passou a administração ao visconde de São Leopoldo, que encontrou a instituição em condições de entrar em funcionamento.
Após ser admitido para os cargos de magistratura no ano de 1791, ocupou o cargo de juiz de fora da ilha do Pico, nos Açores, em 1795, no qual permaneceu por pelo menos seis anos.
Transfere-se para o Rio de Janeiro, onde torna-se desembargador da Relação de mesmo nome, ocupando o cargo de ouvidor da comarca de Santa Catarina e de São Pedro do Rio Grande do Sul (atual estado do Rio Grande do Sul), entre 1805 e 1808. 
Mudou-se para São Pedro do Rio Grande do Sul (atual estado do Rio Grande do Sul) por haver sido nomeado juiz de fora de Porto Alegre em 1809, ofício que ocupou até 1811. Entre os anos de 1818 e 1824 foi tesoureiro-geral da Junta da Real Fazenda, sendo responsável pelo gerenciamento dos recursos financeiros do mais alto órgão fazendário da província. No ano de 1823 foi provido no ofício de procurador da Real Coroa e Fazenda da mesma Junta em caráter interino.
Em 6 de maio de 1826, foi eleito senador para o Primeiro Senado brasileiro, porém faleceu antes de poder assumir o cargo.
Era cavaleiro da Ordem de Cristo.